# سارة بليك
سارة بليك (بالإنجليزية: Sarah Blake)‏ (1960، نيويورك في الولايات المتحدة)؛ كاتِبة وروائية أمريكية.